# Ignatius Catanello
Ignatius Anthony Catanello (ur. 23 lipca 1938 w Nowym Jorku, zm. 11 marca 2013) – amerykański duchowny katolicki, biskup pomocniczy Brooklynu w latach 1994-2010.

## Życiorys
Święcenia kapłańskie otrzymał 28 maja 1966 i inkardynowany został do rodzinnej diecezji.
28 czerwca 1994 papież Jan Paweł II mianował go biskupem pomocniczym diecezji brooklińskiej ze stolicą tytularną Deultum. Sakry udzielił mu ówczesny ordynariusz Thomas Daily. Na emeryturę przeszedł 20 września 2010 z powodów zdrowotnych.